# Чардак
Тази статия е за архитектурния елемент чардак. Можете да видите също и статиите за селата Голям чардак и Малък чардак.
Чардакът е архитектурен елемент, характерен най-вече за старите къщи в България и Северна Македония, както и в Сърбия, който представлява издадено и открито към външната среда (градина, улица и др.) пространство от една сграда, оформено най-често на втория или по-горен етаж на старите къщи по населените места в България и някои други балкански страни. Той е подобен на терасата, но за разлика от нея, чардакът е покрит отгоре, а доста често и отстрани, т.е. има отворена една или най-много две страни.
Има много примери на сгради, особено в Жеравна, където чардакът (известен също като кьошк) се затваря и отпред с дървени капаци през зимните месеци.
В родопската къща е известен като пото̀н. Той има значителни размери, компенсиращ липсата на голям двор. Потонът е открит, остъклен или закрит с решетки. В по-ново време има няколко кьошка.